# Archispirostreptus virgator
Archispirostreptus virgator är en mångfotingart som beskrevs av Filippo Silvestri 1907. Archispirostreptus virgator ingår i släktet Archispirostreptus och familjen Spirostreptidae. Inga underarter finns listade i Catalogue of Life.